# Luisa Ana de Borbón-Condé
Luisa Ana de Borbón-Condé (Palacio de Versalles, Francia, 23 de junio de 1695 - Charolais, Francia, 8 de abril de 1758), fue la cuarta hija de Luis III de Borbón-Condé y de su esposa Luisa Francisca de Borbón, hija mayor sobreviviente legitimada del rey Luis XIV y de su amante Madame de Montespan.

## Primeros años

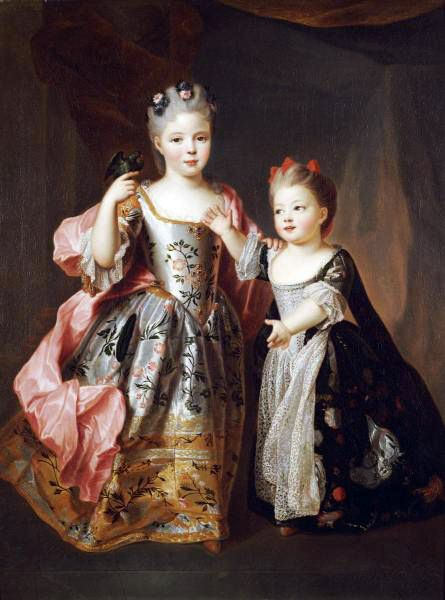
Luisa Isabel (izquierda) y Luisa Ana (derecha) por Alexis-Simon Belle

Luisa Ana era el cuarto hijo y tercera hija de su Luis III de Borbón-Condé y de su esposa Luisa Francisca de Borbón. Fue bautizada en la Capilla de Versalles el 24 de noviembre de 1698 junto a su hermano Luis Enrique y su hermana Luisa Isabel.
Durante la Regencia de su primo, Felipe II de Orleans, estuvo en una relación sentimental con el Duque de Richelieu, sobrino y nieto del Cardenal Richelieu. Al mismo tiempo, el duque de Richelieu también comenzó un romance con la prima hermana de Luisa Ana, Carlota Aglaé de Orleans, conocida en la corte como Mademoiselle de Valois. Las dos primas, rivales por el amor del duque, más tarde lucharían con fiereza, pero por separado, para liberar al duque de su encarcelamiento en la Bastilla por su participación en la Conspiración de Cellamare. El famoso Voltaire le dedicó unos versos:

Hermano ángel de Charolois
Dinos por qué aventura
El cordón de San Francisco
Sirve de cinturón a Venus

## Matrimonio y vida posterior

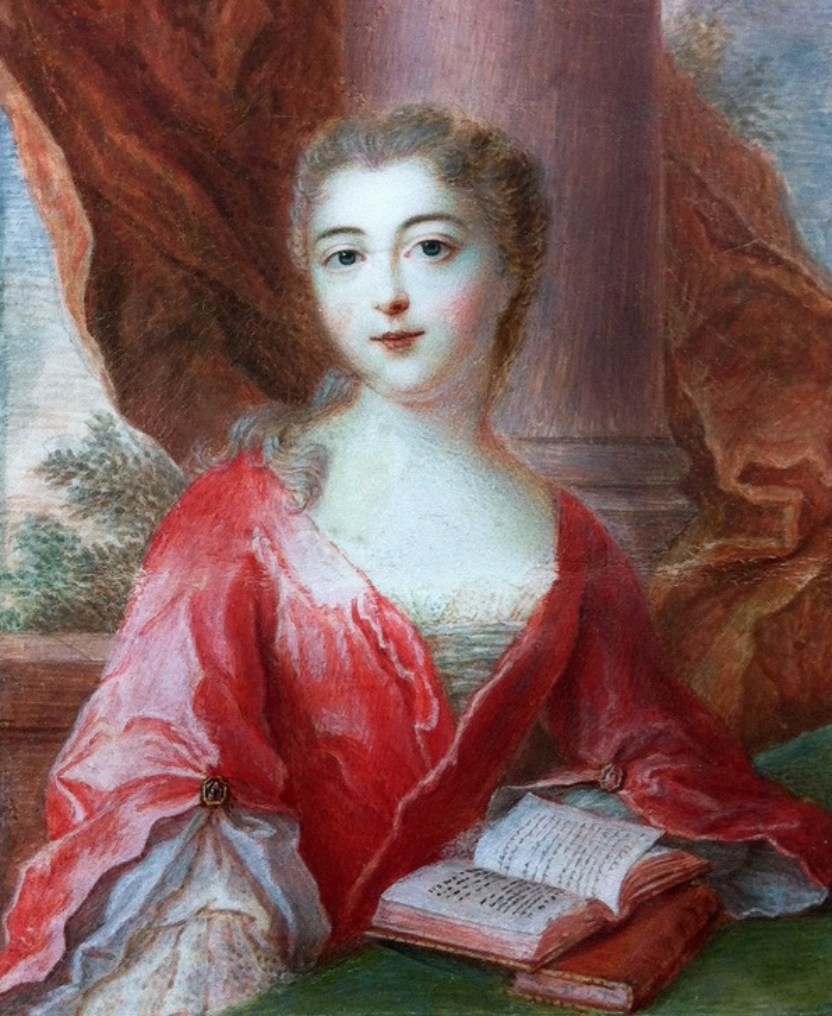
Luisa Anna de Borbón-Condé.

En un tiempo, fue considerada como una posible novia para su primo, Luis Augusto de Borbón, pero ella se negó. Otra propuesta de marido fue Luis I de Orleans, el hijo del regente y heredero de la Casa de Orleans. Su madre, sin embargo, quería un matrimonio más prestigioso para su hijo con una joven princesa alemana. 
Su madre arreglo un matrimonio con su primo, hermano  Luis Carlos que era menor que ella por 6 años. Su madre sabía que el matrimonio no era muy ventajoso, pero terminó haciéndose por la amistad que Luis Carlos tenía con Luisa. 
Sorprendentemente el matrimonio terminó dando un giro después de la muerte del Príncipe de Dombes ya que tras morir soltero y sin descendencia la pareja terminó heredando los títulos y propiedades del príncipe haciéndolos una pareja con bastante poder e influencia. 
Luisa Ana solo tuvo a una hija. María Ana que vivía muy unida a sus padres y su familia. Se cree que ella estaba comprometida con su primo Luis Francisco I de Borbón-Conti sin embargo aun en arreglos matrimoniales Maria Anna falleció a los 19 años por una pulmonía debido al frío del Chateau de Sceaux. Esto desbastó a la pareja en su momento ya que fue su única  hija.

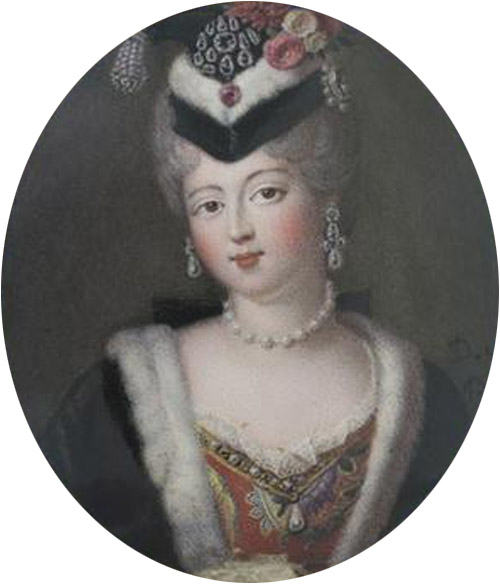
Luisa Anna de Borbón-Condé.

Luisa Ana era dueña de varias propiedades. En 1735, se convirtió en la propietaria del Hotel de Rothelin-Charolais en París, que se convirtió en su casa de pueblo. Más tarde vendió las tierras de Vallery, en la provincia de Francia, que había sido el lugar del entierro tradicional de sus antepasados Condé. También era dueña de varios castillos como el de Athis en las afueras de París. Su padre murió en 1710, solo once meses después de haber heredado el título de Príncipe de Condé con la muerte de su propio padre. Su madre, que había mandado a construir el Palacio Borbón, murió en 1743 a la edad de setenta años.   
Luisa Ana tenía una pensión y numerosas residencias por parte de los conde enriqueciendo a la pareja. Después del fallecimiento de Luisa Ana, Luis decidió apartarse de la corte y vivir una vida más plena en el campo dedicándose a la caza.  

## Muerte
Luisa murió en París, en el Hôtel de Rothelin-Charolais, a la edad de sesenta y dos. Fue enterrada en el convento de las Carmelitas del Faubourg Saint-Jacques. 